# Claire Démar
Claire Démar (1799-13 de agosto de 1833), fue una periodista y escritora feminista francesa. Miembro del movimiento sansimoniano. El vanguardismo de su obra la ha hecho merecedora del reconocimiento histórico.

## Biografía

### Infancia y orígenes
Faltan todavía numerosos detalles por conocer de Claire Démar, o tal vez Émilie de Eymard. Sus orígenes y su niñez siguen siendo un misterio. Su fecha de nacimiento, 1799, no está confirmada, ni tampoco su identidad. Sus primeras cartas están firmadas con el nombre de Émilie de Eymard y sus publicaciones Claire Démar. Murió en 1833.
Una hipótesis sobre sus orígenes plantea que sería la hija del pianista y compositor de origen alemán Sébastien Démar y de Elisabeth Riesam, también de origen alemán. Vivían en Orleans desde 1791 pero aparentemente ninguna partida de nacimiento que pudiera ser considerada la suya figura en el registro civil de la ciudad en 1799. La hija de la pareja Démar llamada Theresia (Thérèse), arpista y compositora (que habría sido su hermana mayor) había nacido en Gernsbach, «en el ducado de Baden» (Alemania) en 1786.

### Activista sansimoniana
Claire Démar fue una de las mujeres más combativas del movimiento sansimoniano. Durante el controvertido periodo en el que este movimiento se convirtió en Iglesia, en el que los escritos tenían como encabezamiento Religión sansimoniana y en el que esta Iglesia estuvo dirigida por el Padre Prosper Enfantin, figura emblemática, ella destacó por su vestuario que consistía en una boina roja, una falda roja o blanca según la estación, con un cinturón de cuero, cruzado por delante y una chaqueta azul dejando ver un plastrón blanco con su nombre patronímico con grandes letras. Esta chaqueta se lazaba por detrás con la ayuda de un compañero, como testimonio del espíritu de solidaridad del sanimonismo.

### Feminista
Claire Démar utilizó el movimiento sansimoniano para ir más lejos y expresar opiniones y reivindicaciones rechazadas por la mayoría de sus contemporáneos, que en los años posteriores fueron consideradas feministas.
 

Poco antes su muerte, publicó el Llamamiento de una mujer al pueblo sobre la liberación de la mujer donde reclamaba para la mujer la aplicación de la Declaración de los Derechos del Hombre y del Ciudadano. 
Pueblo, no serás realmente libre, realmente grande, hasta el día en que la mitad de tu vida, tu madre, tu esposa y tu hija estén libres de la explotación que pesa sobre su sexo.
También se rebeló contra el Código Civil:
Se nos aplica el artículo del Código civil. Pero ¿acaso hemos asistido a su redacción? ¿concuerda el código con nuestros gustos y nuestra naturaleza?

### Periodista
Durante los últimos años de su vida, Claire Démar colaboró con las revistas femeninas creadas por la doble oportunidad ofrecida por la Revolución de 1830 y la brecha entreabierta por un instante del movimiento sansimoniano en un país donde la mujer no tenía derechos. Publicó su Llamamiento de una mujer al pueblo sobre la liberación de la mujer en La Mujer libre y relacionándose con Suzanne Voilquin, participó proponiendo o criticando los artículos publicados en los diferentes medios en los que Suzanne asumió la dirección: La Mujer nueva, El apostolado de las mujeres y La Tribune des femmes.

### Suicidio y obra póstuma
Claire Démar se disponía a publicar un segundo volumen cuando siendo abucheada, abandonada por todos y en la miseria, desesperando ver la emancipación de las mujeres prefirió suicidarse en la calle de la Locura Méricourt, con su amante Perret Desessarts, originario de los alrededores de Grenoble. Cuando el comisario llegó para hacer el atestado sobre su muerte los encontró en la misma cama con dos cartas y un rollo de papeles. Claire Démar dejó indicado que todo debía ser leído a la familia sansimoniana de París y entregado posteriormente al Padre Prosper Enfantin quien envió los textos a Suzanne Voilquin y fueron finalmente publicados en La Tribuna des femmes.

## Obras de Claire Démar

### Textos publicados
- 1833 - Claire Démar, Appel d’une femme au peuple sur l’affranchissement de la femme (Llamada al pueblo sobre la liberación de la mujer) Valentin Pelosse, Payot éditions, 2001. ISBN 2226125817.
- 1834 - Claire Démar, Ma Loi d’avenir (Mi ley de futuro), póstumo, en el periódico La Tribune des femmes, Suzanne Voilquin, Paris, 1834.

### Cartas
Claire Démar, lettres de..., fondos Enfantin o saint-simonien
Claire Démar (y Perret Desessarts), lettres à Charles Lambert (3 août 1833), autógrafos conservados en el Arsenal, Mss 7714, cartas de adiós escritas algunas horas antes del suicidio de los dos amantes.